# Sherlock Holmes (série télévisée, 1964)
Pour les articles homonymes, voir Sherlock Holmes (série télévisée).
 (avril 2025).
Sherlock Holmes est une série télévisée britannique en 29 épisodes de 50 minutes, inspirée de l'œuvre d'Arthur Conan Doyle. Une première saison de 13 épisodes a été diffusée en 1964-1965 sur la BBC avec Douglas Wilmer dans le rôle principal. La seconde saison de 16 épisodes n'a été diffusée que quatre ans plus tard, Peter Cushing reprenant le rôle de Sherlock Holmes.
Cette série est inédite dans tous les pays francophones.
Plusieurs épisodes de la série sont actuellement considérés comme perdus ou partiellement perdus, notamment au sein de la seconde saison avec Peter Cushing.

## Fiche technique
- Titre original : Sherlock Holmes
- Musique : Max Harris
- Production : David Goddard, William Sterling
- Société de production : BBC
- Pays d'origine :  Royaume-Uni
- Langue : anglais
- Format : Noir et blanc - 35 mm - 1,37:1 - Mono
- Genre : policier
- Date de sortie : Royaume-Uni : 18 mai 1964 (épisode pilote)

## Distribution
- Douglas Wilmer : Sherlock Holmes (saison 1 : 1964-1965)
- Peter Cushing : Sherlock Holmes (saison 2 : 1968)
- Nigel Stock : le docteur Watson
- Peter Madden : l'inspecteur Lestrade (saison 1)
- Enid Lindsey : Mrs Hudson (saison 1)
- Grace Arnold (en) : Mrs Hudson (saison 2)

## Saison 1 (1964-1965)

### Le Ruban moucheté
- Liane Aukin : Helen Stoner
- Marian Diamond : Julia Stoner
- Felix Felton : Docteur Grimesby Roylott

### L'Illustre Client
- Peter Wyngarde : Baron Grüner
- Jimmy Ashton : Billy
- Ballard Berkeley : Sir James Damery

### Le Pied du diable
- Patrick Troughton : Mortimer Tregennis
- Carl Bernard : Docteur Sterndale
- John Glyn-Jones : le vicaire

### Les Hêtres rouges
- Patrick Wymark : Jephro Rucastle
- Suzanne Neve : Violet Hunter
- Alethea Charlton : Mrs Rucastle

### La Ligue des rouquins
- Geoffrey Wincott : Merryweather
- John Barcroft : Inspecteur Hopkins
- Toke Townley : Jabez Wilson

### La Grange de l'Abbaye
- Nyree Dawn Porter : Lady Brackenstall
- Ronald Adams : Tom Randall
- Pierce McAvoy : Frank Randall

### Les Six Napoléons
- Terry Leigh : Venucci
- James Bree : Docteur Barnicot
- Donald Hewlett : Horace Harker

### L'Homme à la lèvre tordue
- Anton Rodgers : Hugh Boone
- Norman Pitt : un gentleman de la City
- Manning Wilson : sergent de police

### Le Diadème de béryls
- Leonard Sachs : M. Holder
- Suzan Farmer : Mary, sa nièce
- Richard Carpenter : Arthur Holder

### Les Plans du Bruce-Partington
- Derek Francis : Mycroft Holmes
- Allan Cuthbertson : le colonel Valentine Walter
- John Woodnutt : le chef de gare

### Charles Auguste Milverton
- Barry Jones : Charles Auguste Milverton
- Stephanie Bidmead : Lady Farningham
- Tony Steedman (en) : Lord Farningham

### Le Marchand de couleurs retiré des affaires
- Maurice Denham : Josiah Amberley
- Peter Henchie : Barker
- Lesley Saweard : Ellen Amberley

### La Disparition de Lady Frances Carfax
- Maurice Denham : Josiah Amberley
- Joss Ackland : L'honorable Philip Green
- Ronald Radd : Docteur Shlessinger

## Saison 2 (1968)

### La Deuxième Tache
- Daniel Massey : Trelayney Hope
- Cecil Parker : Lord Bellinger
- Penelope Horner : Lady Hilda

### Les Hommes dansants
- Brenda Bruce : Saunders
- Norman Caley : l'agent de police barbu
- Henry Gilbert : Docteur Armstrong

### Une étude en rouge
- Joe Melia : Joey Daly
- Ed Bishop : Joseph Stangerson
- Craig Hunter : Enoch Drebber

### Le Chien des Baskerville
- Royaume-Uni : 30 septembre 1968 (épisode 4)
- Royaume-Uni : 7 octobre 1968 (épisode 5)

- Gary Raymond : Sir Henry Baskerville
- Gabriella Licudi : Beryl Stapleton
- Philip Bond : Stapleton
- Gerald Flood : Sir Hugo Baskerville
- Ballard Berkeley : Sir Charles Baskerville
- David Leland : Docteur Mortimer

### Le Mystère du val Boscombe
- Royaume-Uni : 14 octobre 1968

- John Tate : Turner
- Nick Tate : James McCarthy
- Jack Woolgar : Moran

### L'Interprète grec
- Royaume-Uni : 21 octobre 1968

- Peter Woodthorpe : Wilson Kemp
- Nigel Terry : Harold Latimer
- Ronald Adam : Mycroft Holmes

### Le Traité naval
- Royaume-Uni : 28 octobre 1968

- Dennis Price : Lord Holdhurst
- Corin Redgrave : Percy Phelps
- Peter Bowles : Joseph Harrison

### Le Pont de Thor
- Royaume-Uni : 4 novembre 1968

- Juliet Mills : Grace Dunbar
- Isa Miranda : Dolores
- Grant Taylor : Neil Gibson

### Le Rituel des Musgrave
- Royaume-Uni : 11 novembre 1968

- Georgia Brown : Rachel
- Brian Jackson (en) : John Brunton
- Norman Wooland : Reginald Musgrave

### Peter le Noir
- Royaume-Uni : 18 novembre 1968

- John Baskcomb : le propriétaire
- John De Marco : Lancaster
- Wilfred Downing : John Nelligan

### Wisteria Lodge
- Royaume-Uni : 25 novembre 1968

- Philip Anthony : l'agent de police Walters
- Christopher Carlos : Lucas
- Derek Francis : John Scott Eccles

### Shoscombe Old Place
- Royaume-Uni : 2 décembre 1968

- Nigel Green : Sir Robert Norberton
- Edward Woodward : John Mason
- Yvonne Ball : Josie Bootle

### La Cycliste solitaire
- Royaume-Uni : 9 décembre 1968

- Carole Potter : Violet Smith
- Charles Tingwell : Carruthers
- David Butler : Woodley

### Le Signe des quatre
- Royaume-Uni : 16 décembre 1968

- Ann Bell : Mary Morstan
- Paul Daneman : Thaddeus Sholto / Bartholomew Sholto
- John Stratton : Inspecteur Jones

### L'Escarboucle bleue
- Royaume-Uni : 23 décembre 1968

- Madge Ryan : Lady Morcar
- James Beck : James Ryder
- Diana Chappel : Catherine Cusack